# Zhang Lirong
Zhang Lirong (née le 3 mars 1973) est une athlète chinoise spécialiste des courses de fond. 

## Palmarès
| Date | Compétition                   | Lieu          | Place | Épreuve  |
| ---- | ----------------------------- | ------------- | ----- | -------- |
| 1992 | Championnats du monde juniors | Séoul         | 3e    | 3 000 m  |
| 1993 | Championnats du monde         | Stuttgart     | 3e    | 3 000 m  |
| 1993 | Jeux de l'Asie de l'Est       | Shanghai      | 1re   | 3 000 m  |
| 1993 | Championnats d'Asie           | Manille       | 2e    | 10 000 m |
| 1993 | Coupe du monde de marathon    | San Sebastián | 3e    | Marathon |
| 1994 | Jeux asiatiques               | Hiroshima     | 2e    | Marathon |